# イ・イギョン
イ・イギョンは、（이이경、1989年1月8日 - ）は、韓国の俳優。

## 来歴
忠清北道清州市出身。中学3年から空手に打ち込んでいたが、高校ではメダルの取れる競技以外は廃止となり無気力になってしまう。そんな息子を見た父親の助言で、自分のやりたいことを探すために高校を中退したのち、高等学校学力検定試験を受けて大学に進学し、社会体育を専攻した。実家ではほとんどテレビを観ることがなく、大学在学中に入隊した際、軍隊で初めてドラマを視聴した。特にドラマ『IRIS-アイリス-』を観て、観るだけでこれほど面白いなら、自分でやったらどれほど楽しいだろうと演技に興味を持つようになり、除隊直前の休暇中に偶然見つけた演劇学校に飛び込んだ。  
除隊後は演劇学校の入試クラスに入って演技の基礎を学び、ソウル芸術大学演技科に進学した。
デビュー作は2012年の映画『白夜』。ほぼ同時期にドラマデビュー作となった『ゆれながら咲く花』にも出演し、本名と同じ「イ・イギョン」役を演じた。元々は「オ・ジョンホの友人1」という端役だったが、中盤以降は出番が増えたうえ、アドリブが採用され、監督にも「やりたいことは全部やってみろ」と機会を与えられるようになった。   
2017年10月にはドラマ『ゴー・バック夫婦』で長髪のコミカルなキャラクター、コ・ドクジェ役を演じた。その後、2018年2月に放送された『ウラチャチャ My Love』では、さらにアップグレードされたコメディキャラクター、イ・ジュンギ役を演じると、2019年3月には『ウラチャチャ My Love』の好評を受け、続編『ウラチャチャ!?～男女6人恋のバトル～』が制作され、主要キャストでただ一人続投した。
『ウラチャチャ My Love』の終了からわずか1か月後の2018年5月には、『ジャスティス -検法男女-』にチャ・スホ役で出演。同年11月からはMBCドラマ『赤い月 青い太陽』でキム・ソナ、ナム・ギュリと共に地上波で初の主演を務めた。
2020年1月に公開された映画『ヒットマン エージェント:ジュン』に出演し、クォン・サンウ、チョン・ジュンホ、ホ・ソンテらと共にコミカルな演技を繰り広げた。映画は大ヒットし、2025年には続編が公開され、イ・イギョンも引き続き出演した。
2020年2月にはトロット歌手に挑戦し、ソロ曲「定時退勤（칼퇴근）」をリリースした。覚えやすく中毒性のあるメロディが印象的な曲で、定時退勤したいという社会人の共感を得てヒットした。
また複数のバラエティ番組にレギュラー出演するほか、2022年には「2022 MBC放送芸能大賞」のMＣを務めた。
2024年1月には1年ぶりに俳優の仕事に復帰して『私の夫と結婚して』でパク・ミンファン役を演じると、ドラマは大ヒットした。バラエティ番組での親しみやすいキャラクターから一転し、「ゴミ夫」とまで言われる悪役ぶりは話題を呼び、SNSには世界中から悪口が書かれたDMが届いたという。

## 人物
- 父イ・ウンボムは元LGイノテック（朝鮮語版）代表取締役社長、元LG化学社長を務めた韓国の企業人[11]。家族はほかに母と姉がいる。10代で独立後、屋上部屋で暮らすような生活をしていたため、母親には20代半ばまで住所すら教えられなかったという[2][16]。
- 2016年、バラエティ番組のなかで鼻を整形したことがあると明かした[17]。
- 2018年4月、『ウラチャチャ My Love』で共演したチョン・インソンと交際中であることが報じられ、本人たちも認めたが、わずか2か月後の6月には破局が発表された[18]。
- 2020年3月19日未明、ソウルの漢南大橋上を走行中の貨物輸送トラックに身を投げようとした市民を救助した。酔っ払った市民が車道や川に飛び込もうとした際、トラックの後方で車を運転していたイ・イギョンがすぐに車を降り、市民を制止して警察に引き渡した。目撃者の証言によると、「イ・イギョンが車道や川に飛び込もうとする酔っ払いを捕まえるようにしっかりと押さえ、しばらく説得していた。周りの人々は当惑し、怖くて車を降りられず足踏みするだけだったが、彼は迷わず車を降りて行った。寒さで震えていた酔っ払いに自分の服を脱いで着せ、再び自殺を試みないようにしっかりと抱えていた。イ・イギョンの勇気が命を救った」と当時を振り返った。この善行が後になって目撃者の証言で明らかになると、イ・イギョンは「当然のことをしただけです」「誰でもそこにいれば同じようにしたはずです」と意図せず知られてしまったことに照れくさそうな様子を見せながらも謙虚に語った[19]。

## 出演

### ドラマ
- オレのことスキでしょ。（2011年、MBC） - 舞踊学科の学生 役
- ゆれながら咲く花（2012年、KBS 2TV） - イ・イギョン 役
- ナイン ～9回の時間旅行～（朝鮮語版）（2013年、tvN） - 1992年のハン・ヨンフン 役
- 剣と花（2013年、KBS 2TV） - テピョン 役
- 星から来たあなた（2013年、SBS） - イシン 役
- 君たちは包囲された（朝鮮語版）（2014年、SBS） - シン・ギジェ 役
- トロットの恋人（朝鮮語版）（2014年、KBS 2TV） - シン・ヒョヨル 役
- KBSドラマスペシャル - スニーカーを履いた花嫁（2014年、KBS 2TV） - キュチョル役
- イニョプの道（2014年、JTBC） - ホ・ユンソ 役
- 就職戦争2（2015年、Naver TV） - 主演・イ・イギョン 役
- 超人時代（朝鮮語版）（2015年、tvN） - イギョン役
- ユミの部屋（朝鮮語版）（2015年、O’live） - チョン・ナベク役
- 初めてだから（朝鮮語版）（2015年、ONSTYLE） - チェ・フン役
- 夜勤王キム・ボトン（2015年、Naver TV） - 主演・キム・ボトン 役
- 太陽の末裔（2016年、KBS 2TV） - カン・ミンジェ 役
- 魔女宝鑑 〜ホジュン、若き日の恋〜（2016年、JTBC） - ヨグァン 役
- ルビールビーラブ（2017年、ONSTYLE） - ナ・ジソク役
- ホンイクスーパー（2017年、Naver TV） - 主演・ユ・ミョンハン 役
- ゴー・バック夫婦（朝鮮語版）（2017年、KBS 2TV） - コ・ドクジェ役[5]
- ウラチャチャ My Love（朝鮮語版）（2018年、JTBC） - 主演・イ・ジュンギ 役[1]
  - ウラチャチャ!?～男女6人恋のバトル～（朝鮮語版）（2019年、JTBC）[1]
- SUITS/スーツ〜運命の選択〜（2018年、KBS 2TV） - パク・ジュンピョ 役（特別出演）
- 検法男女（朝鮮語版）（2018年、MBC） - チャ・スホ役
  - 検法男女 2（朝鮮語版）（2019年、MBC）（特別出演）
- 赤い月 青い太陽（朝鮮語版）（2018-2019年、MBC） - 主演・カン・ジホン 役[1]
- ドラマステージ2020 - 妻のベッド（2019年、tvN） - 主演・シム・ジョンウ 役[20]
- ホテルデルーナ（2019年、tvN） - ユオ 役（特別出演）
- 暗行御史：朝鮮秘密捜査団（2020年、KBS 2TV） - パク・チュンサム役[1]
- 恋するイエカツ（朝鮮語版）（2021年、JTBC） - クォン・ミングク 役（特別出演）
- おっさんずX（危機）～崖っぷち男の大逆転～（朝鮮語版）（2022年、MBC） - ウジン 役[21]
- カーテンコール（朝鮮語版）（2022年、KBS 2TV） - パク・ノグァン 役（特別出演）[22]
- 恋人（2023年、MBC） - 男性社員3 役（特別出演）
- 私の夫と結婚して（2024年、tvN） - パク・ミンファン役
- オタクの娘（2024年、tvN） - イ・イギョン 役（特別出演）
- フェイス・ミー（朝鮮語版）（2024年、KBS 2TV） - 主演・ハン・ウジン 役[23]
- Marry YOU（朝鮮語版）（2024年、Channel A） - 主演・ポン・チョルヒ 役[24]

### 映画
- 日米理髪館（2011年）
- 一個一個（2011年）
- 白夜（朝鮮語版）（2012年） - 主演・テジュン 役[1]
- パイレーツ（2014年） - チャムボク 役
- 殺されたミンジュ（2014年） - 影1 役
- 夜間飛行（2014年） - アルバイト生 役（友情出演）
- カーテンコール（朝鮮語版）（2016年） - ウシク 役
- 아기와 나（直訳:赤ちゃんと私、英題:Baby Beside Me）（2017年） - 主演・ドイル役[25]
- コンフィデンシャル/共助（2017年） - イ・ドンフン 役
- 残酷な怪物（2018年） - ヤンフン役
- The Pension（朝鮮語版）（2018年） - インホ役
- Beautiful Voice（朝鮮語版）（2019年） - コ・ミンス役[26]
- ヒットマン エージェント:ジュン（2020年） - チョル役
- 宝くじの不時着　１等当選くじが飛んでいきました（朝鮮語版）（2022年） - リ・ヨンホ役[27]
- 深夜カフェ：ミッシングハニー（朝鮮語版）（2022年） - 主演・アン・テヨン 役[28]
- ウンナム（朝鮮語版）（2023年） - 主演・チョ・マルボン 役
- The Moon（朝鮮語版）（2023年） - チョ・ユンジョン 役（友情出演）
- ヒットマン 2（朝鮮語版）（2025年） - チョル役[10]

### ミュージカル
- アルターボーイズ（2016年） - マシュー 役
- 愛の不時着（2022年） - ク・スンジュン 役[29]

### バラエティ番組
- 国境のない屋台（2018年、Mnet）[30]
- 私はSOLO（2021年-、SBS Plus、ENA）[1]
- 撮るなら何する？（2022年-、MBC）[1]
- 深夜怪談会シーズン2（2022年、MBC）[1]
- トッポッキ屋さんのお兄さん（2022年、MBC every1）[1]
- 関係者以外立入禁止（2023年、SBS）[31]

### ミュージックビデオ
- ヤングクリーム（M.I.B） - 《Do You Like Me》[32]
- ジョンキー（朝鮮語版） - 《Alone（feat.キム・ナヨン）》[33]、《Mirror（feat.ソン・ウジョンア）》、《Things I can't say（feat.ナビ）》
- SG Wannabe - 《Love You》[34]、《Good Memory》[35]
- イウ - 《あなたを..》[36]
- KCM（朝鮮語版） - 《Night of Beautiful Stars》[37]
- WETBOY（朝鮮語版） X チョ・ヒョナ（朝鮮語版） - 《残酷な女、分別のない男》[38]

### CM
- ホテルズコンバインド - 男性編
- 現代自動車 - アクセント
- ロッテハイマート
- 傑作トッポッキチキン
- d.essential - daypack
- X2 - イクリプス

## ディスコグラフィ
- ドラマ「初めてだから（朝鮮語版）」OST Part 1（2015年） - 「우리 느낌（僕たちの感じ）」イ・ユンチャン （feat. パク・ソダム、キム・ミンジェ、イ・イギョン）
- 「2Yoo Project - シュガーマン（朝鮮語版）」Part 29 - 「사랑하고 있다는 걸（愛しているということ）」（2016年）（原曲：ソン・ジチャン）
- 「ヒップホップの民族 2（朝鮮語版）」Episode 2（2016年） - 「슈퍼카（スーパーカー）」（with チャンジョ、パク・ジュンミョン、キム・ボア、チャン・ギヨン）
- 「ヒップホップの民族 2」Episode 2（2016年） - 「미션임파서블 하이라이트（ミッションインポッシブル・ハイライト）」（Paloalto、Reddy、イ・イギョン、NC.A）
- 「칼퇴근（定時退勤）」（2020年）[39]
- 映画「深夜カフェ - ミッシングハニー（朝鮮語版）」OST - 「with your love」
- 「JSエンターテインメント」（2023年） - 「Say Yes（ONE TOP（朝鮮語版））」、 「Maybe I’m not in love（JUJU SECRET（朝鮮語版）」
- 「君が好き」（2024年）[40]

## 受賞
- 2021年　KBS演技大賞　助演男優賞（『暗行御史：朝鮮秘密操作団』）
- 2022年　MBC放送芸能大賞　人気賞[41]
- 2024年　APAN STAR AWARDS　中編ドラマ男性優秀演技賞（『私の夫と結婚して』）[42]
- 2024年　第15回KOREA DRAMA AWARDS　優秀演技者賞（『私の夫と結婚して』）[43]
- 2024年　MBC放送芸能大賞　男性優秀賞[44]